# Решение Политбюро ЦК ВКП(б) № П51/94

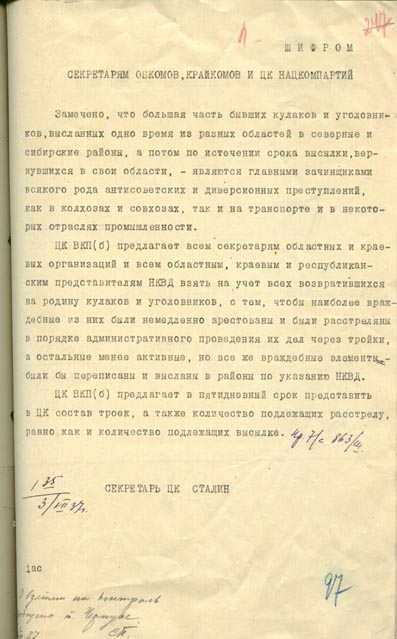
Решение Политбюро ЦК ВКП(б) № П51/94

Решение Политбюро ЦК ВКП(б) № П51/94 — Решение Политбюро ЦК ВКП(б) № П51/94 от 2 июля 1937 г. «Об антисоветских элементах». Резолюция, написанная Сталиным для секретарей обкомов, крайкомов и ЦК нацкомпартий о надобности взять на учет всех «кулаков» для того, чтобы самые активные были немедленно арестованы и расстреляны. В течение пяти дней надлежало представить в ЦК отчёт по составу троек и количеству людей, которые должны были быть арестованы (и расстреляны), а также осуждены на заключение в ИТЛ (в документе использован термин "высылка").

## Последствия
Данное решение инициировало Большой террор — самые массовые преступления 1937—1938 годов в череде сталинских репрессий. Во исполнение этого решения был издан Приказ НКВД № 00447 от 30 июля 1937 г. Начиная с 15 августа 1937 года по ноябрь 1938 года ежедневно расстреливалось от 1200 до 1500 человек в административном порядке по спискам, составленным секретарями ВКП(б) и работниками НКВД (тройками) на местах.

## В кинематографе
- «Исторические хроники» — 1936 г. Андрей Вышинский.